# Hiệu ứng Mössbauer

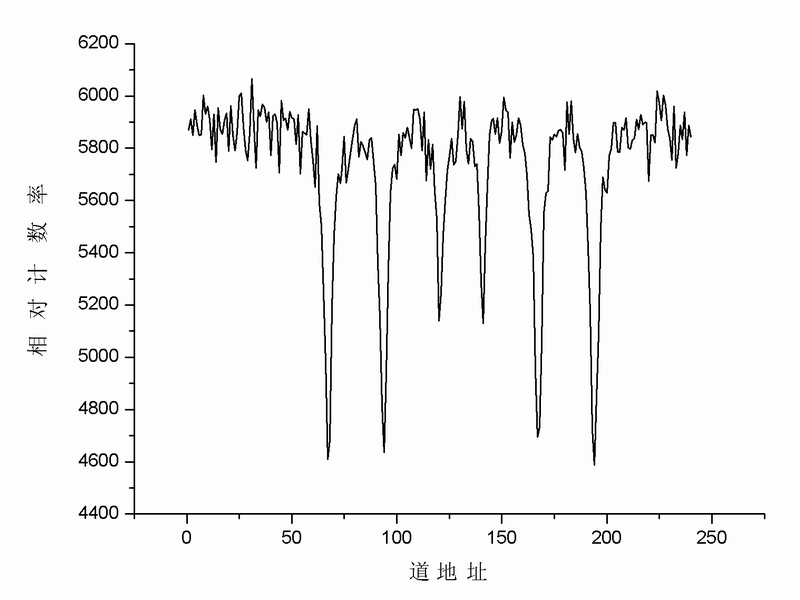

Hiệu ứng Mossbauer là hiệu ứng phát xạ và hấp thụ không giật lùi tia gamma của hạt nhân ở một số đồng vị phóng xạ nhất định như Fe57. Dựa trên hiệu ứng Mossbauer, người ta chế tạo máy đo phổ Mossbauer, đây là một công cụ vô cùng hữu ích trong việc nghiên cứu tính chất hoá, lý của vật liệu. Hiệu ứng này được nhà vật lý người Đức Rudolf Ludwig Mössbauer tìm ra vào năm 1958 và ông được giải Nobel về khám phá này vào năm 1961.
{\displaystyle E_{R}={\frac {E_{\gamma }^{2}}{2Mc^{2}}}}
với ER là năng lượng thoát ra, Eγ là năng lượng của tia gamma, M là khối lượng của vật thể phát xạ hoặc hấp thụ, c là tốc độ ánh sáng trong chân không.